# Фрэнк Джейвор

## Биография
Фрэнсис Энтони Джаворски, писавший под псевдонимом Фрэнк Джейвор, а в СССР изданный под именем Дж. Э. Джейвор — американский писатель, опубликовавший шесть научно-фантастических рассказов в 1963 и 1964 гг., а также несколько романов серии «Окраинные миры» с разрывом почти в 25 лет между первым романом и его продолжениями. В СССР получил известность благодаря публикации рассказа «Счастливой охоты!» («Killjoy») в журнале Искатель